# Condado de Henderson (Kentucky)
El condado de Henderson (en inglés: Henderson County), fundado en 1799, es uno de 120 condados del estado estadounidense de Kentucky. En el año 2000, el condado tenía una población de 44,829 habitantes y una densidad poblacional de 39 personas por km². La sede del condado es Henderson.

## Geografía
Según la Oficina del Censo, el condado tiene un área total de 1210 km² (467,2 mi²), de la cual 1140 km² (440,2 mi²) es tierra y 70 km² (27,0 mi²) (5.80%) es agua.

### Condados adyacentes
- Condado de Posey (Indiana) (noroeste)
- Condado de Vanderburgh (Indiana) (norte)
- Condado de Warrick (Indiana) (noreste)
- Condado de Daviess (este)
- Condado de McLean (sureste)
- Condado de Webster (sur)
- Condado de Union (oeste)

## Demografía
Según la Oficina del Censo en 2000, los ingresos medios por hogar en el condado eran de $35,892, y los ingresos medios por familia eran $44,703. Los hombres tenían unos ingresos medios de $33,838 frente a los $22,572 para las mujeres. La renta per cápita para el condado era de $18,470. Alrededor del 12.30% de la población estaban por debajo del umbral de pobreza.

## Localidades
- Corydon
- Henderson
- Robards
- Scuffletown
- Spottsville